# NXT TakeOver: R Evolution
NXT TakeOver: R Evolution was een professioneel worstel- en WWE Network evenement dat georganiseerd werd door WWE voor hun NXT brand. Het was de 3e editie van NXT TakeOver en vond plaats op 11 december 2014 in NXT's thuis arena Full Sail University in Winter Park, Florida.

## Matches
| Nr. | Match                                                                                          | Winnaar(s)               | Opmerkingen                                                                                                 | Bron  |
| --- | ---------------------------------------------------------------------------------------------- | ------------------------ | --- | ----- |
| 1   | Kevin Owens vs. CJ Parker                                                                      | Kevin Owens              | Eén-op-één match.                                                                                           | [ 2 ] |
| 2   | The Lucha Dragons (Kalisto & Sin Cara) (c) vs. The Vaudevillains (Aiden English & Simon Gotch) | The Lucha Dragons        | Tag team match voor het NXT Tag Team Championship.                                                          | [ 2 ] |
| 3   | Baron Corbin vs. Tye Dillinger                                                                 | Baron Corbin             | Eén-op-één match.                                                                                           | [ 2 ] |
| 4   | Finn Bálor & Hideo Itami vs. The Ascension (Konnor & Viktor)                                   | Finn Bálor & Hideo Itami | Tag team match.                                                                                             | [ 2 ] |
| 5   | Charlotte (c) vs. Sasha Banks                                                                  | Charlotte                | Eén-op-één match voor het NXT Women's Championship.                                                         | [ 2 ] |
| 6   | Sami Zayn vs. Adrian Neville (c)                                                               | Sami Zayn (nc)           | Title vs. Career match voor het NXT Championship. Als Zayn verloren had, moest hij vrijwillig NXT verlaten. | [ 2 ] |